# Rüdiger Hansen
Rüdiger Hansen (* 22. April 1907 in Köln; † 21. Mai 1984) war ein deutscher Politiker und Landtagsabgeordneter der CDU und der Deutschen Zentrumspartei.

## Leben und Beruf
Nach dem Besuch der Volksschule absolvierte er eine Ausbildung zum Laboranten und bildete sich an Abendschulen fort. Ab 1926 war Hansen in einem Versuchslaboratorium der Knapsack Griesheim AG tätig.
Bis 1933 war Hansen in der Zentrumspartei aktiv. 1946 wurde er Mitglied der CDU und war in zahlreichen Parteigremien vertreten.
Vom 20. April 1947 bis 23. Juli 1966 war Hansen Mitglied des Landtags des Landes Nordrhein-Westfalen. Er wurde jeweils in den Wahlkreisen 011 Köln-Land-Nord bzw. 012 Köln-Land-Süd direkt gewählt. Außerdem war er ab 1946 für 30 Jahre Mitglied im Stadtrat der Stadt Hürth, anfangs Fraktionsvorsitzender der CDU Rats-Fraktion und von 1950 bis 1960 stellvertretender Bürgermeister.

## Ehrungen
- 1966: Großes Verdienstkreuz der Bundesrepublik Deutschland